# 13226 Soulié
13226 Soulié è un asteroide della fascia principale. Scoperto nel 1997, presenta un'orbita caratterizzata da un semiasse maggiore pari a 2,9686589 UA e da un'eccentricità di 0,0723749, inclinata di 9,08379° rispetto all'eclittica.
L'asteroide è dedicato all'astronomo francese Guy Soulié.